# لنز کانن ئی‌اف ۲۸–۹۰میلی‌متر
لنز کانن ئی‌اف ۲۸–۹۰میلی‌متر (به انگلیسی: Canon EF 28–90mm lens) نام لنز دوربین عکاسی از نوع زوم است که توسط شرکت کانن تولید می‌شود. فاصلهٔ کانونی این لنز ۲۸ تا ۹۰ میلی‌متر، دیافراگم آن دارای ۵ تیغه و ضریب اف آن اف ۴ تا اف ۳۲ است. 